# 人間の関節一覧
人間の関節一覧（にんげんのかんせついちらん）は人間の骨格を構成する関節の一覧。

## 大分類
単関節
2つの骨からなる関節。肩関節、股関節、指節間関節など
複関節
3つ以上の骨からなる関節。肘関節、膝関節、橈骨手根関節など

## 機能的分類
1軸性
骨が特定の1軸のみを中心として動く関節。指節間関節、上橈尺関節、腕尺関節、距腿関節など
2軸性
前後と側方への屈伸のように互いに直交する2軸を中心として動く関節。環椎後頭関節、橈骨手根関節、第1中手指節関節など
多関節
3軸以上を中心として動く関節。肩関節、股関節。

## 可動関節

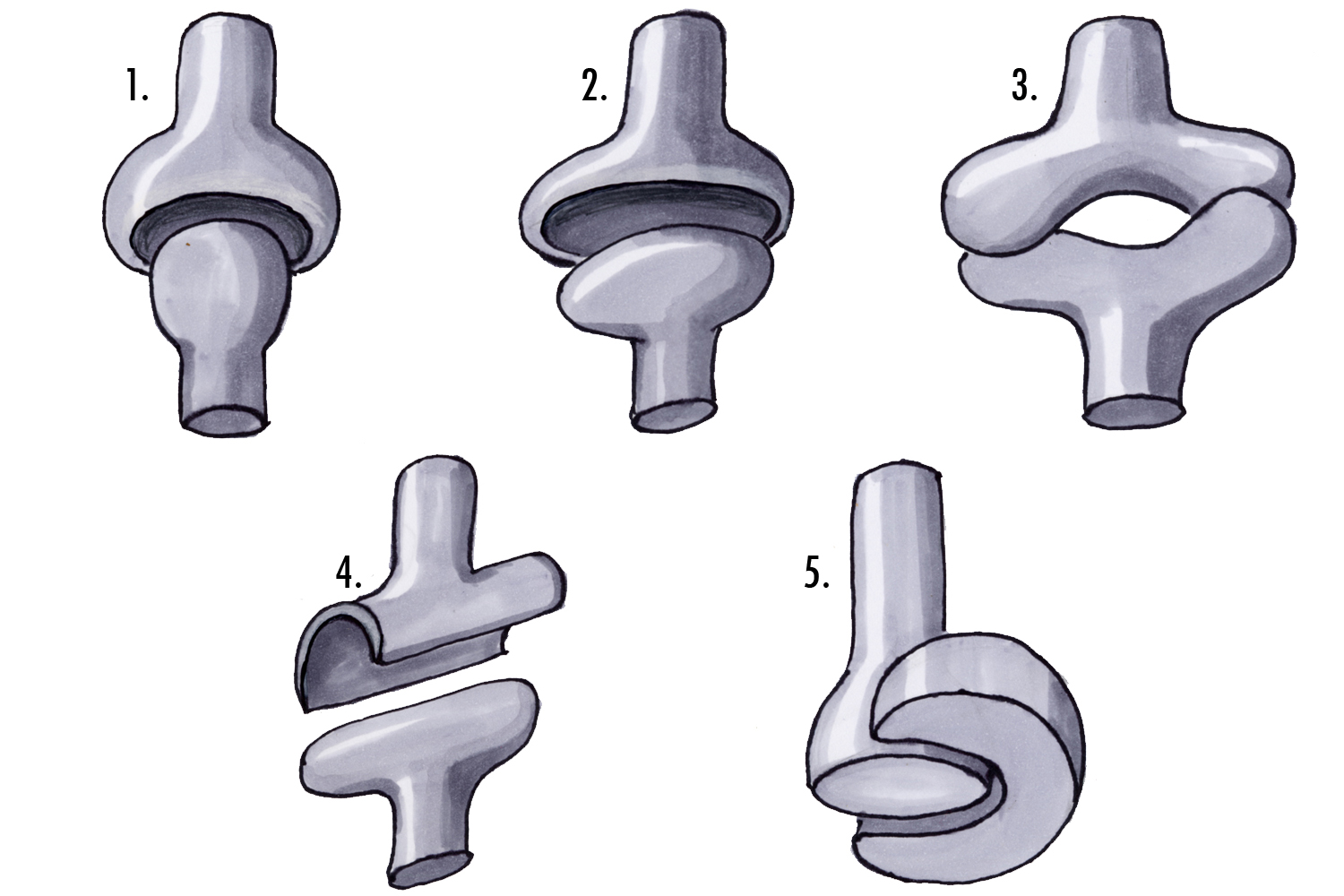
１：球関節　２：楕円関節　３：鞍関節　４：蝶番関節　５：車軸関節

- 蝶番関節（英語版） - 関節は蝶番のように関節頭は軸のまわりだけ回る
  - 腕尺関節
  - 指節間関節
  - 肘関節
- 螺旋関節 - 蝶番関節の変形で螺旋階段を昇るような回転に伴い垂直な平面からずれていく
  - 足関節
    - 距腿関節

  - 手関節
    - 手根間関節

  - 足根間関節
  - 腕尺関節
  - 膝関節
- 車軸関節（英語版） - 一方の関節面が他方の関節面に対して車軸のように回転する
  - 肘関節
    - 上橈尺関節
    - 下橈尺関節

  - 正中環軸関節
- 顆状関節（英語版） - 関節頭は楕円形で関節窩が浅くしかも運動は靭帯により一方向か二方向に制限される
  - 環椎後頭関節
  - 膝関節
  - 中手指節関節
  - 顎関節
  - 足関節
  - 距骨下関節
- 楕円関節 - 関節頭は楕円の球状で関節頭の長軸と短軸のまわりに動く
  - 橈骨手根関節
  - 手根中央関節
  - 環椎後頭関節
  - 顎関節
- 鞍関節（英語版） - 関節面は鞍状で互いに直角方向に回転する
  - 胸鎖関節
  - 母指手根中手関節
  - 足根中足関節
- 球関節（英語版） - 関節頭が球状で関節窩が浅く運動は多方向性
  - 肩関節
  - 腕橈関節
  - 肩甲上腕関節
  - 中手指節関節
- 臼状関節 - 関節窩が深く関節頭がほとんど入り込んでいるもので運動範囲はやや制限される。
  - 股関節
- 平面関節 - 関節面が平面をなすもの
  - 椎間関節
  - 肩鎖関節
  - 手根間関節
  - 足根間関節
  - 豆状骨関節
- 半関節 - 平面関節の一種であるが関節はほとんど動かない
  - 仙腸関節
  - 脛腓関節
  - 肩鎖関節
  - 椎体間関節
- 円柱関節
  - 近位橈尺関節
  - 環軸関節

## その他
- 円柱関節
- 双顆状関節

## 不動関節
- 頭蓋